# Charles Magloire Bénard
Pour les articles homonymes, voir Bénard.
Ne doit pas être confondu avec Charles Bénard (navigateur).
Charles Magloire Bénard est un philosophe français né le 12 février 1807 à Sainte-Foy et mort le 29 janvier 1898.
Connu pour ses travaux de pédagogie et de traduction de la philosophie allemande, il introduit en France l'esthétique dans la langue et dans l'enseignement philosophique.

## Biographie
Bénard entre à l'École préparatoire en 1827 où il suit l'enseignement de Victor Cousin et de Jules Michelet. Il est reçu premier à l'agrégation de philosophie en 1831, et demande à être nommé professeur de philosophie au lycée de Besançon. Il enseigne par la suite au lycée Bonaparte, à Paris, au lycée Charlemagne et à l'École normale supérieure.
En 1836, Bénard publie sa thèse intitulée Dissertation sur la théorie des forces fondamentales dans le système de Gall et de Spurzheim. Il s'y intéresse à la phrénologie, théorie en vogue à l'époque, dont il fait ressortir les points saillants. Cette étude d'une conception actuelle est novatrice, elle s'inscrit dans un courant de renouveau des études académiques dans les années 1830. 
Sur les conseils de Cousin, Bénard traduit entre 1840 et 1852 l'Esthétique ou philosophie de l'art de Hegel (d'après l'édition de Heinrich Gustav Hotho). Jules Simon regrette qu'il ait procédé à un abrégé. L'ouvrage est primé par l'Académie française en 1852 avec des réserves d’Abel-François Villemain.
Bénard traduit également une anthologie d’œuvres de Schelling et des études sur la philosophie grecque antique, concernant Platon et Aristote en particulier.
Il écrit également de nombreux ouvrages pédagogiques de philosophie à destination des lycées et des collèges dans le cadre de la politique menée par Cousin, ministre de l'Instruction publique. Il publie le premier livre connu sur la technique de la dissertation de philosophie ainsi que des réflexions sur les pratiques pédagogiques.
Sous le Second Empire, le ministre de l'Instruction Gustave Rouland le consulte dans le cadre d'une commission sur l'état de l'enseignement philosophique en France, dont Bénard devient le secrétaire. La dissertation devient l'exercice privilégié de la classe de philosophie.
Bénard compte parmi ses élèves de philosophie à Besançon le peintre Gustave Courbet.
Sa traduction de l'Esthétique de Hegel a influencé, entre autres, Charles Baudelaire, Gustave Flaubert, James Joyce, Marcel Duchamp et André Breton.

### Œuvres
- Thesis philosophica de Platonis Republica, 1835 (thèse d'État sur La République de Platon).
- Dissertation sur la théorie des forces fondamentales dans le système de Gall et de Spurzheim, 1836 (en ligne).
- Georg Wilhelm Friedrich Hegel, Cours d'esthétique, analysé et traduit par Charles Bénard. Première partie: 1840. Deuxième partie, 1843. Troisième partie, 1848. Quatrième volume, 1851. Cinquième volume, suivi d'un essai historique et critique sur l'esthétique de Hegel par le traducteur, 1852 (en ligne).
- Friedrich Wilhelm Joseph von Schelling, Écrits philosophiques et morceaux propres à donner une idée générale de son système, trad. par Charles Bénard, 1847 (en ligne).
- Article « Esthétique », in Dictionnaire des sciences philosophiques, t. 2, éd. par A. Franck, 1845, p. 293-306 (en ligne).
- Précis d'un cours de philosophie élémentaire à l'usage des collèges, 1845.
- De l'étude de la mythologie, 1849.
- Du Mal et de la destinée humaine, 1849.
- Hegel, philosophie de l'art: essai analytique et critique, 1852 (en ligne).
- De la philosophie dans l'éducation classique, 1862.
- L'Enseignement actuel de la philosophie dans les lycées et collèges, 1862.
- Nouveau manuel de philosophie, 1863.
- Petit traité de la dissertation philosophique, 1866.
- Questions de philosophie, modèles, esquisses et programmes de dissertation philosophique, précédés des règles de la dissertation et suivis des sujets donnés aux concours, à la licence et au baccalauréat ès-lettres, 1869.
- Manuel de philosophie, suivi de réponses aux questions du programme de 1874 et d'une analyse des auteurs prescrits pour l'examen des baccalauréats ès-lettres et ès-sciences, 1875.
- Hegel, Esthétique, 2e édition, 1875.
- La Philosophie ancienne, histoire générale de ses systèmes, 1885.

- Prix Bordin de l’Académie française en 1886
- L'Esthétique d'Aristote, 1887 (en ligne).
- Platon, sa philosophie, précédée d'un aperçu de sa vie et de ses écrits, 1892 (en ligne).